# Judy bírónő
A Judy bírónő (Judge Judy) amerikai valóságshow, mely valódi, kis értékű követelésekkel foglalkozik bírósági díszletben. A műsor vezetője Judy Sheindlin bírónő. A show szindikált műsor, a CBS Television Distribution forgalmazza. 1996-ban indult, magas nézőszámmal vetítik, három Emmy-díjat nyert.
A műsor 2015-ben ünnepelte a 20. évadot, ez volt az első bírósági valóságshow, amelyik ennyi évadot ért meg egyhuzamban, ráadásul ugyanazzal a bíróval. Sheindlin a Guinness Rekordok Könyvébe is bekerült, mint a leghosszabb ideje működő televíziós bíró.
2020–2021-ben került képernyőre a 25. és egyben utolsó évada a műsornak. Sheindlin új sorozatot indított Judy Justice címmel streaming platformon.
Judy bírónő magyar hangja Molnár Zsuzsa.
2024-ben megszűnt a sorozat magyar sugárzási csatornája, a CBS Reality, így nem készült el belőle minden évad magyarul.

## Háttér
Miután Joseph Wapner szerződését nem hosszabbították meg a The People's Court című valóságshowban, 1993. május 21-én Judy Sheindlin felhívta a műsor producereit (Ralph Edwards-Stu Billett Productions, Warner Bros. Television) és felajánlkozott Wapner helyére, a recepciós azonban bolondnak nézte. A Los Angeles Times cikket írt Sheindlinről, mint az ország egyik legkeményebb családjogi bírójáról, és a cikk felkeltette a 60 Minutes műsor szerkesztőinek figyelmét, ahol 1993. október 24-én be is mutatták a bírónőt. Ezt követően 1996-ban könyvet jelentetett meg Don't Pee On My Leg and Tell Me It's Raining („Ne pisálj a lábamra azzal a szöveggel, hogy esik az eső”) címmel.
Kaye Switzer és Sandi Spreckman, a The People's Court korábbi producerei 1995 elején felkeresték Sheindlint, hogy szeretne-e saját bírósági műsort, és Sheindlin elfogadta az ajánlatot. A műsor címe a producerek szerint Her Honor („Bíróasszony”) lett volna, ám a gyártó Big Ticket Television inkább a Hot Bench („Kereszttűz”) címet választotta, az indulás előtt egy ideig a „Hot Bench With Judge Judy (Kereszttűzben Judy bírónővel)” szlogennel reklámozták a műsort. Végül azonban a Judge Judy cím mellett döntöttek.
Petri Hawkins-Byrd a műsor törvényszolgája, aki Sheindlin bíróságán is dolgozott Manhattanben törvényszolgaként. Mikor Byrd értesült a műsorról, gratuláló üzenetet küldött a bírónőnek, melyet azzal zárt, hogy ha szüksége lenne törvényszolgára, ő még mindig jól mutat egyenruhában. Sheindlin később felhívta a férfit és felajánlotta neki a munkát.

## Kritikai fogadtatás
A show legnagyobb kritikusa Joseph Wapner, aki korábban a The People's Court című hasonló műsorban volt bíró. Wapner szerint Sheindlin nem úgy mutatja be a bírókat, ahogy kellene, magatartása nem megfelelő, túl vulgáris, arrogáns és rendkívül goromba. Sheindlin elutasította a kritikát.
Egyes nézők szerint Sheindlin viselkedésével nincs semmi gond, mivel a bírónőnek „idióták tömkelegével” kell foglalkoznia az ügyek során.
A műsor három Emmy-díjat nyert kategóriájában.

## Évados áttekintés
| Évad | Évad | Epizódok | Eredeti sugárzás     | Eredeti sugárzás     | Magyar sugárzás        | Magyar sugárzás        |
| Évad | Évad | Epizódok | Évadpremier          | Évadfinálé           | Évadpremier            | Évadfinálé             |
| ---- | ---- | -------- | -------------------- | -------------------- | ---------------------- | ---------------------- |
|      | 1    | 220      | 1996. szeptember 16. | 1997. szeptember 5.  | Nem került bemutatásra | Nem került bemutatásra |
|      | 2    | 205      | 1997. szeptember 8.  | 1998. július 6.      | Nem került bemutatásra | Nem került bemutatásra |
|      | 3    | 260      | 1998. szeptember 14. | 1999. szeptember 10. | Nem került bemutatásra | Nem került bemutatásra |
|      | 4    | 233      | 1999. szeptember 13. | 2000. augusztus 25.  | Nem került bemutatásra | Nem került bemutatásra |
|      | 5    | 261      | 2000. szeptember 11. | 2001. augusztus 17.  | 2012. december 3.      | 2013.                  |
|      | 6    | 260      | 2001. szeptember 10. | 2002. augusztus 23.  | 2014.                  | 2014.                  |
|      | 7    | 260      | 2002. szeptember 9.  | 2003. augusztus 21.  | 2015.                  | 2015.                  |
|      | 8    | 261      | 2003. szeptember 8.  | 2004. augusztus 19.  | Nem került bemutatásra | Nem került bemutatásra |
|      | 9    | 260      | 2004. szeptember 13. | 2005. augusztus 18.  | Nem került bemutatásra | Nem került bemutatásra |
|      | 10   | 260      | 2005. szeptember 12. | 2006. augusztus 24.  | Nem került bemutatásra | Nem került bemutatásra |
|      | 11   | 261      | 2006. szeptember 11. | 2007. július 13.     | Nem került bemutatásra | Nem került bemutatásra |
|      | 12   | 260      | 2007. szeptember 10. | 2008. július 4.      | 2016.                  | 2016.                  |
|      | 13   | 260      | 2008. szeptember 8.  | 2009. július 10.     | 2017. április 3.       | 2017. szeptember 29.   |
|      | 14   | 260      | 2009. szeptember 14. | 2010. június 17.     | 2018. január 29.       | 2018. július 27.       |
|      | 15   | 260      | 2010. szeptember 13. | 2011. június 17.     | 2019. január 28.       | 2019. július 26.       |
|      | 16   | 260      | 2011. szeptember 12. | 2012. június 15.     | 2020. március 3.       | 2020. augusztus 28.    |
|      | 17   | 260      | 2012. szeptember 10. | 2013. június 28.     | 2021. április 5.       | 2021. augusztus 3.     |
|      | 18   | 260      | 2013. szeptember 9.  | 2014. július 4.      | Nem került bemutatásra | Nem került bemutatásra |
|      | 19   | 260      | 2014. szeptember 8.  | 2015. szeptember 11. | Nem került bemutatásra | Nem került bemutatásra |
|      | 20   | 260      | 2015. szeptember 14. | 2016. szeptember 9.  | 2022. március 7.       | 2022. július 5.        |
|      | 21   | 260      | 2016. szeptember 12. | 2017. szeptember 8.  | 2023. március 6.       | 2023. július 4.        |
|      | 22   | 260      | 2017. szeptember 11. | 2018. szeptember 7.  | Nem került bemutatásra | Nem került bemutatásra |
|      | 23   | 260      | 2018. szeptember 10. | 2019. szeptember 6.  | Nem került bemutatásra | Nem került bemutatásra |
|      | 24   | 199      | 2019. szeptember 9.  | 2020. június 9.      | Nem került bemutatásra | Nem került bemutatásra |
|      | 25   | 200      | 2020. szeptember 14. | 2021. július 23.     | Nem került bemutatásra | Nem került bemutatásra |